# JPR Cars

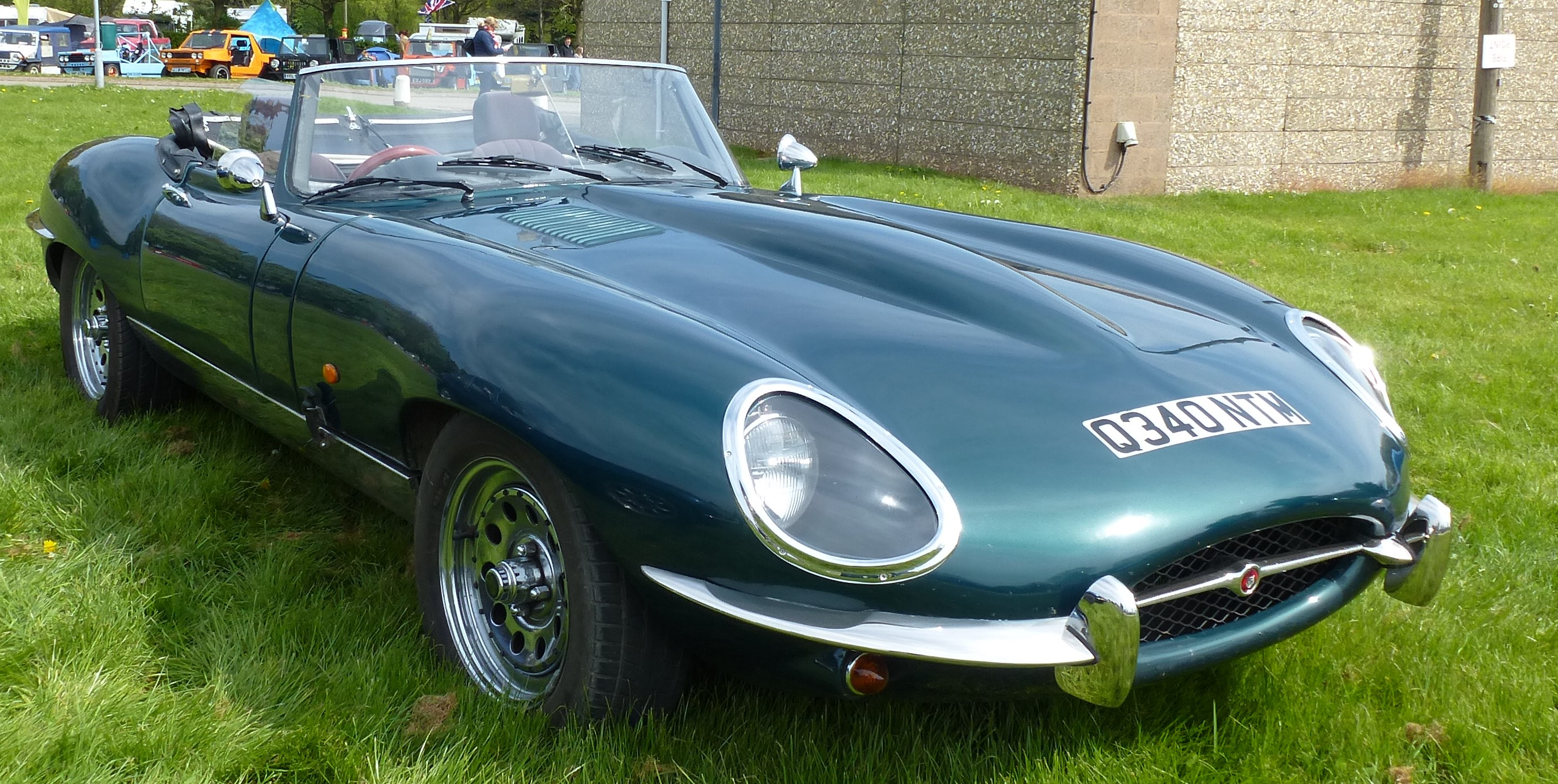
JPR Wildcat

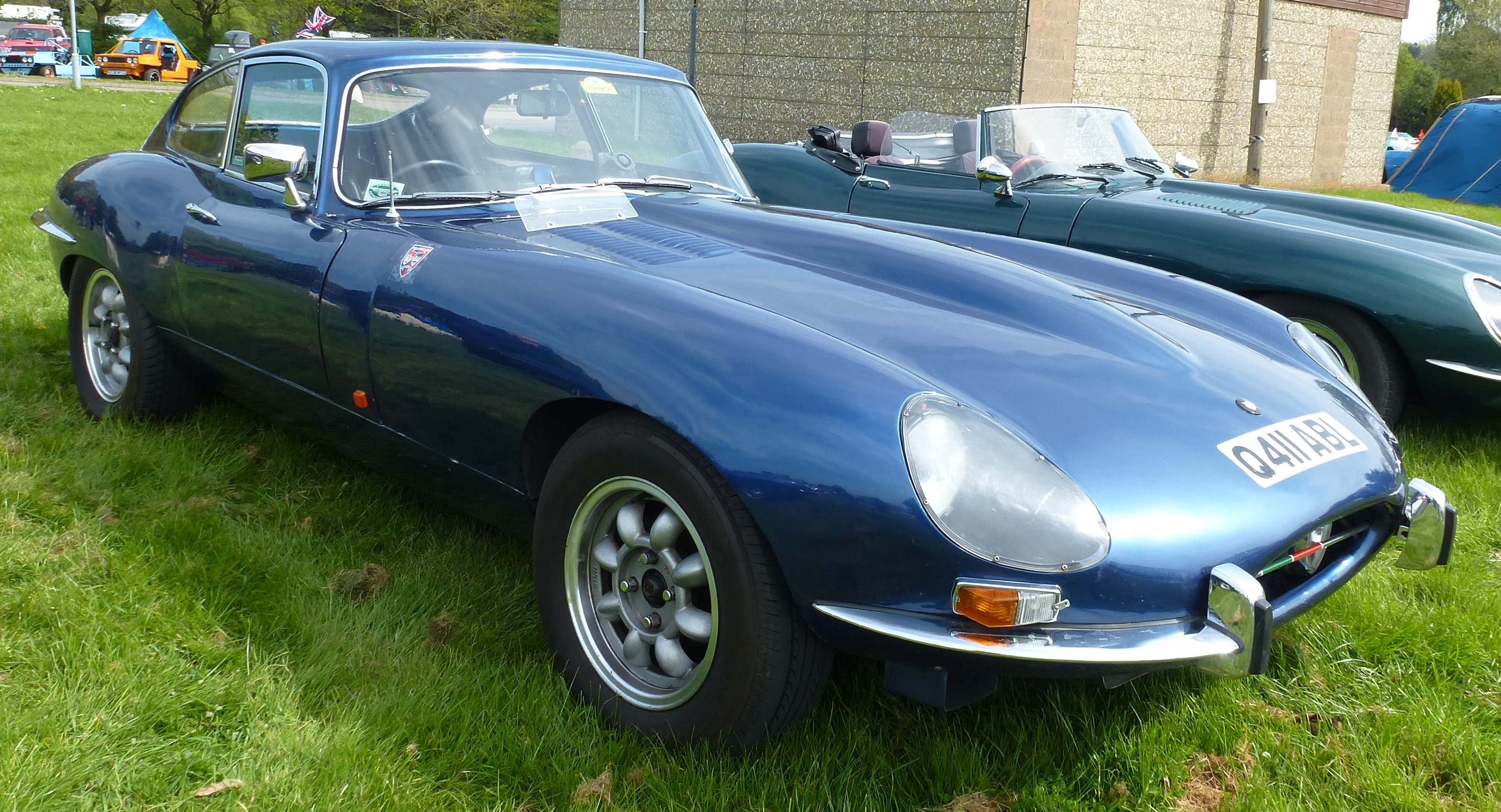
JPR Wildcat als Kombicoupé

JPR Cars war ein britischer Hersteller von Automobilen.

## Unternehmensgeschichte
John Paul Randall, der zuvor für Dutton Cars sowie einen australischen Kit-Car-Hersteller tätig war, gründete 1984 das Unternehmen. Standort war am Goodwood Circuit in Chichester in der Grafschaft West Sussex. Er begann mit der Produktion von Automobilen und Kits. Der Markenname lautete JPR. 1996 endete die Produktion. Insgesamt entstanden etwa 148 Exemplare.
Die Verbindung zu JPR Cars Ltd. ist unklar.

## Fahrzeuge
Erstes und bestverkauftes Modell war der Wildcat. Es ähnelte dem Jaguar E-Type, war aber keine Nachbildung. Das Fahrzeug war 20 cm breiter als das Original. Das selbst konstruierte Chassis bestand aus Vierkantrohren, ähnlich denen damaliger Kitcars, wie zum Beispiel dem Dutton. Das Fahrwerk und der Antriebsstrang wurden vom letzten, mit dem Ford Taunus baugleichen Ford Cortina übernommen. Die Vorderräder waren einzeln an Doppelquerlenkern aufgehängt, hinten war eine an vier Lenkern geführte Starrachse eingebaut. Anfangs trieb ein Vierzylindermotor vom Ford Cortina die Fahrzeuge an. Später gab es stärkere Vier- und Sechszylindermotoren von Jaguar Cars, vom Ford Sierra und vom Ford Pinto. Von diesem Modell entstanden bis 1996 etwa 122 Exemplare.
Der Wildcat 2 + 2 ergänzte 1987 das Sortiment. Das Fahrzeug war 23 cm länger und bot zwei (kleine) Sitze zusätzlich. Dieses Modell fand bis 1996 20 Käufer.
Der Wildcat Le Mans ähnelte dem Hardtop-Coupé Lightweight. Zwischen 1991 und 1996 entstanden drei Fahrzeuge normaler Länge und zwei, die 23 cm länger waren.
Außerdem ist ein Kombicoupé überliefert.
Der SL, eine Nachbildung des Mercedes-Benz 300 SL als Roadster, entstand 1993 und blieb ein Einzelstück. Ein Motor von Daimler-Benz trieb das Fahrzeug an.